# Ellák (hun uralkodó)
Ellák, eredetileg talán Illak vagy Ilek (? – 454, Kárpát-medence) Attila hun király és Arikan királyné legidősebb fia, trónörökös 453-ig, majd apja halála után hun uralkodó.
Attila nem kedvelte Ellákot, ezért 449-ben a távoli keleten lakó „erdei emberek”, az akatzirok királyává tette meg. Ellák azonban ottani beiktatása után visszatért a kárpát-medencei hun udvarba.
Apja halála után, 453-ban rá szállt a nagykirályi cím, de öccsei, Dengitzik és Ernak fellázadtak ellene. Bár őket sikerül elűznie, 455-ben szembekerül az Ardarik gepida király vezetésével szövetkezett gepidák, rugiak, szvébek, szkírek, szarmaták szövetségével.
A Nedao folyó melletti csatában vesztette életét. A csata után a hunok elhagyták a Kárpát-medencét és visszatértek a keleti sztyeppékre.